# Daniel Gottlieb Andreae
Daniel Gottlieb Andreae (* 1711 in Regenwalde in Pommern; † 5. November 1778 in Berlin) war ein preußischer Beamter.

## Leben
Daniel Gottlieb Andreae immatrikulierte sich am 9. April 1731 an der Universität Halle zu einem Studium der Rechtswissenschaften.
1737 trat er in den königlichen Dienst ein und war 1743 Auditeur im Regiment Prinz von Bevern und äußerte im gleichen Jahr den Wunsch, das Amt des Steuerrats im Kreis Stargard auszuüben.
Bevor er im Februar 1765 in Stettin zum Steuerrat bestellt wurde, übte er das Amt des Auditeurs der Stettiner Garnison aus.
Zum Ende der 1760er-Jahre war er Kriegs- und Steuerrat in Pyritz und wurde am 13. Februar 1770 zum Oberrechnungsrat ernannt; sein bisheriges Amt ging an Christian Friedrich Lentz (1737–1786).